# Changgang
Changgang (kor. 장강군) – powiat w Korei Północnej. W 2008 roku liczył ok. 54,5 tys. mieszkańców. Pierwotnie część Kanggye, została ona odrębnym powiatem w 1949.

## Geografia
Changgang graniczy z powiatami Hwap’yŏng i Rangnim na wschodzie, Kanggye i Sijung na zachodzie, Sŏnggan na południu i Chasŏng na północy. Teren Changgang jest pofałdowany, z górami Kangnam na północnym wschodzie i Chogyuryong na południu. Najwyższym szczytem jest Kumpasan (1918 m n.p.m.) na północnej granicy.

## Gospodarka
Do Changgang można dotrzeć ruchem drogowym i kolejowym. Linia Kanggye przechodzi przez południowy wschód prowincji. Istnieje tu wiele wytwórni napojów bezalkoholowych i zakłady farmaceutyczne.
Jest tu uprawiany ryż nad rzeką Chongsong, a także inne zboża. W górach uprawia się też winogrona i wydobywa cynk.